# Успенская церковь (Белые Колодези)
Церковь Успения Божией Матери — приходская церковь в селе Белые Колодези. Первые упоминания в источниках относятся к 1578 году. Изначально была деревянной. Каменный храм впервые в истории села построен в 1858 году. В годы советской власти была закрыта. В конце XX — начале XXI веков храм был отреставрирован; внутреннее убранство и росписи — воссозданы вновь.

## История

### Основание храма. Первые упоминания в источниках
Впервые упоминания о храме в селе Белые Колодези встречаются в Писцовой книге 1578 года. История храма до середины XVIII века изучена слабо. Известно, к примеру, что на помин души епископа Коломенского Рафаила (ум. 1653) Павел Коломенский пожертвовал в Успенскую церковь печатное Евангелие (издано в Москве в 1633 году). Вероятно, в 1654 году здание было перестроено.
В 1764 году на средства прихожан была построена новая деревянная церковь, крытая железом. В том же году в селе воздвигнута деревянная же колокольня на каменном фундаменте.

### Середина XIX — начало XX века
В конце XVIII века в селе Белые Колодези начала работать льняно-ткацкая фабрика С. И. Мосолова. На средства братьев Тихона и Ивана Савельевичей Мосоловых в 1858 году по проекту архитектора В. О. Грудзина был построен каменный храм с колокольней, трапезной и тремя приделами. Крестьяне села выступили против снесения старой деревянной церкви, поэтому, вопреки обычаю, старый деревянный храм сохранили, а фундамент каменного храма был заложен на новом месте – поблизости от прежней церкви. Главный придел был посвящён Успению Богородицы; левый — Святителю Николаю, правый — Усекновению главы Иоанна Предтечи. 
С 1909 года настоятелем храма был священник Сергий Николаевич Спасский (1884–1937). В 1929 году священнослужитель был арестован и на 3 года заключён в один из северных лагерей. Освободившись в 1934 году, он возобновил службу на прежнем месте. В ноябре 1937 года отца Сергия повторно арестовали за контрреволюционную агитацию и по приговору тройки НКВД расстреляли (6 октября 2008 года определением Священного синода священник Сергий Спасский был причислен к лику святых новомучеников и исповедников Российских). В том же году церковь была закрыта под клуб, а затем зернохранилище и другие нужды.

#### Причт
На начало XIX века в штате храма числилось четверо служителей: священник, дьякон, дьячок (псаломщик) и пономарь; в конце века, в храме имелось пять должностей: священник, дьякон, два псаломщика и просфорница.
В соответствии с определением Святейшего синода от 1894 года, для села Белые Колодези устанавливался причт в числе четырёх человек.
Различные документы свидетельствуют, что имущественное положение служителей храма во второй половине XIX столетия ухудшалось. Это особенно заметно на фоне общего упадка села во второй половине века (особенно после пожара 1879 года).

### Современность (с конца XX века)
В 1992 году была воссоздана приходская община. Усилиями прихожан и настоятеля в начале XXI века были восстановлены главный придел и колокольня храма. При поддержке нескольких приходов Озёрского и Видновского благочиний проведены работы по ремонту и реконструкции двух боковых приделов и трапезной, начатые в 2016 году.
2 июня 2019 года храм был вновь освящён после продолжительных реставрационных работ. Чин великого освящения совершил митрополит Крутицкий и Коломенский Ювеналий.
С 1999 года настоятелем храма является священник (с 2010 года — протоиерей) Дмитрий Князев.

## Архитектура

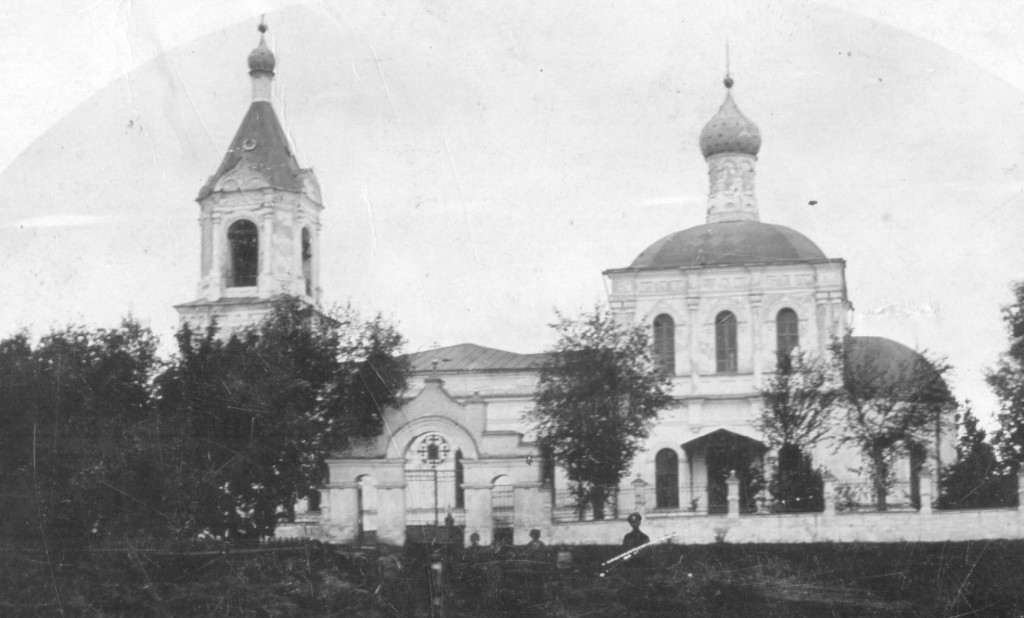
Церковь в 1910 году

Храм однокупольный, бесстолпный, с двухъярусным четвериком и полукруглой апсидой. Построен из кирпича и белого камня; стены целиком побелены. Козырьки при входах и кровля храма крыты железом. Четверик венчает луковичная главка на глухом барабане. Главка и крест храма позолочены в наши дни. Окна высокие, с наличниками в русско-византийском стиле. В нижнем ярусе — по два окна с южной и с северной стороны, во втором по три окна; восточная и западная стены четверика — глухие. Полукруглая апсида снабжена двумя световыми окнами и одним глухим между ними.
Просторная трапезная имеет по четыре окна, выходящих на север и на юг; её перекрытия полностью разрушены в советскую эпоху. Трехъярусная колокольня храма, уничтоженная в советские годы, была восстановлена в начале XXI века на основе старинных фотоснимков.

## Внутреннее убранство
Храм почти полностью лишился первоначального интерьера в годы советской власти. Сохранились небольшой фрагмент старинных фресок на северной стене (справа от входа) и (не полностью) старинное распятие над проходом в трапезную.

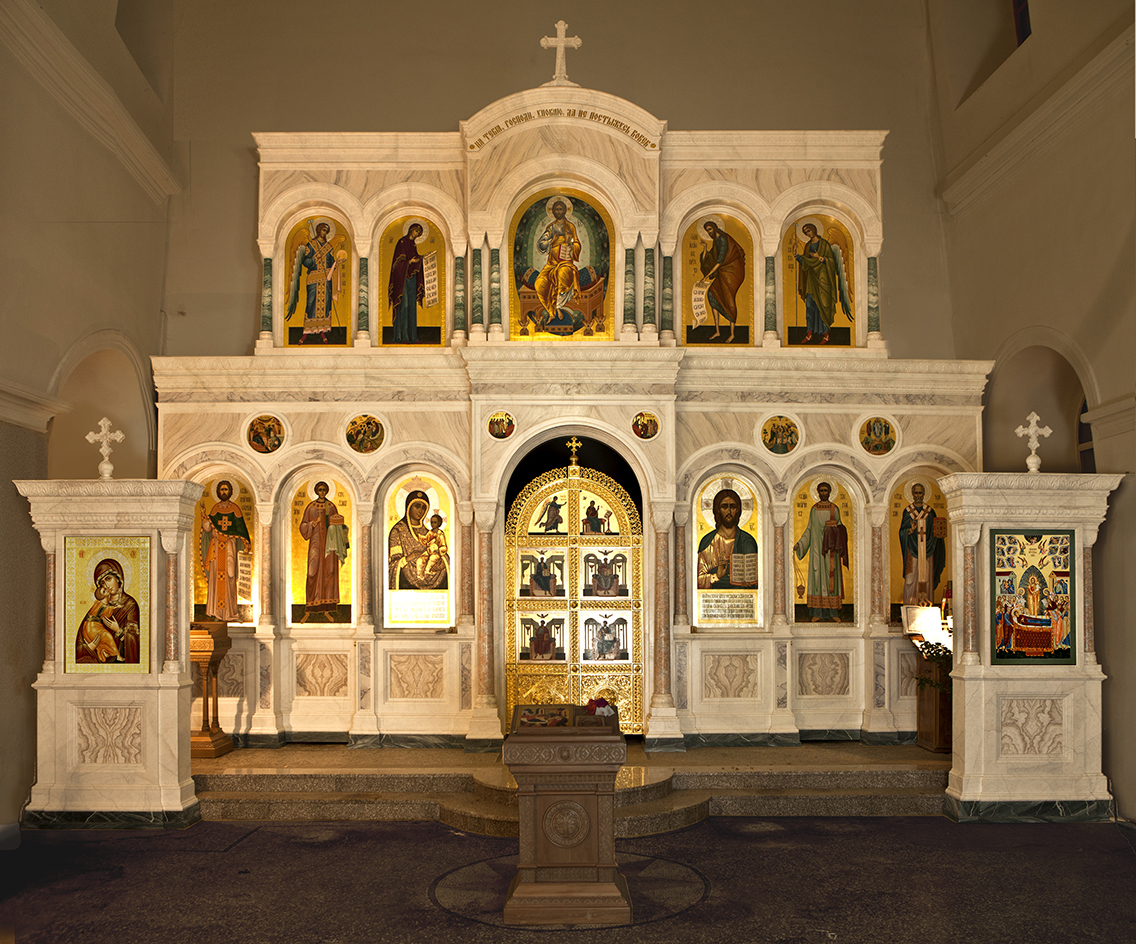
Иконостас

Современный двухъярусный иконостас изготовлен в традициях русско-византийского стиля (материал — дерево «под мрамор»). Киоты, установленные по бокам солеи, созданы одновременно с иконостасом и образуют с ним единый ансамбль (работы выполнены в 2011—2012 годах художниками мастерской «Царьград», под руководством Д. Трофимова). Иконостас содержит три ряда икон: местный, деисусный и (между ними) праздничный, с небольшими иконами, заключенными в медальоны.